# Glynde
Glynde – wieś w Anglii, w hrabstwie East Sussex, w dystrykcie Lewes. Leży 73 km na południe od Londynu. Miejscowość liczy 217 mieszkańców.